# Manuel Broekman
Manuel Broekman (Amsterdam, 26 december 1986) is een Nederlands acteur, presentator en model.

## Biografie
Broekman maakte zijn acteerdebuut als Peter in het tweede seizoen van de VPRO-kinderserie Madelief, een rol die naar eigen zeggen "op het lijf stond geschreven". Op vijftienjarige leeftijd was hij een aantal maanden te zien als Lex Citroen in Onderweg naar Morgen. Eind 2005 kreeg hij een vaste rol in de dramaserie Sprint, met onder anderen Jeroen van Koningsbrugge en Marlous Dirks. In 2007 speelde hij de rol van Dylan Woesthoff, de televisiezoon van Barry Atsma, in de dramaserie Voetbalvrouwen van Talpa. De rol werd in het tweede seizoen overgenomen door Ludwig Bindervoet.
Na zijn rol in Voetbalvrouwen is Broekman vooral te zien geweest in bioscoopfilms. In 2009 speelde hij een rol in de film Limo over de meidengroep KUS. In datzelfde jaar was hij te zien in Lover of loser in de rol van Max, naar het boek van Carry Slee, en Alles stroomt. Vanaf 2010 is Broekman te zien in de BNN-dramaserie Feuten. Ook heeft hij gespeeld in de film Sterke verhalen, de debuutfilm van Kees van Nieuwkerk en Teddy Cherim.
Broekman was vanaf 2010 actief als presentator en verslaggever van het programma Spuiten en Slikken van BNN.
In 2014 nam hij deel aan Expeditie Robinson.

## Privéleven
Broekman is een zoon van toneel- en liedjesschrijver Flip Broekman en actrice Anke van 't Hof. Hij is de broer van Medi Broekman. Acteur René van 't Hof is een oom van hem, cabaretière Sanne Wallis de Vries een tante.
Broekman werd ervan verdacht in de zomer van 2020 een vrouw te hebben aangerand. Ze zou betast zijn aan haar borsten, billen en vagina. Tijdens de zitting op 21 januari 2022 eiste het Openbaar Ministerie (OM) een werkstraf van 240 uur onvoorwaardelijk en een voorwaardelijke gevangenisstraf van twee maanden. Op 4 februari 2022 werd Broekman vrijgesproken wegens gebrek aan bewijs.
Broekman heeft een relatie en is vader van een dochter.

## Filmografie
- 1996 – Madelief – Peter (televisieserie)
- 1999 – Ben zo terug – Bennie (televisieserie)
- 2006 – Sprint! – Floris (televisieserie)
- 2006 – Kinderen geen bezwaar – Hessel (televisieserie, gastrol)
- 2007 – Voetbalvrouwen – Dylan Woesthoff (televisieserie)
- 2007 – Los – Elmar
- 2009 – Limo – Simon
- 2009 – Lover of loser – Max
- 2009 – Alles stroomt – Simon
- 2010 – Sterke verhalen – Marlon Broekman
- 2010 – SpangaS – Kees Pokerface
- 2010 – Feuten – Bram Wagtmans (televisieserie)
- 2011 – Ochtendlicht – Jorik Merkelmann
- 2012 – De Marathon – Ken
- 2013 – Smoorverliefd – Bastiaan
- 2013 – Feuten: Het Feestje – Bram Wagtmans
- 2013 – Sophie's Web – Misja (televisieserie) (2013-2014)
- 2013 – Verliefd op Ibiza – Sjoerd (televisieserie)
- 2013 – Sabotage – kandidaat
- 2014 – Hartenstraat - hipster
- 2014 – Rechercheur Ria - Martin Beer
- 2014 – Pak van mijn hart - sexy Steven
- 2015 – Homies - Sebas
- 2015 – Ja, ik wil! - Timo
- 2015 – Meiden van de Herengracht – Sil Kooijman
- 2016 – All-in Kitchen – DJ Ghalid (televisieserie)
- 2017 - Alles mag op zondag - deelnemer
- 2017 – Spitsbroers – Andy Fonck (televisieserie)
- 2017 – Bella Donna's – Simon
- 2021 – De Kraak – Ivan Damman (televisieserie)
- 2022 - Costa!! - DJ
- 2022 – Zwanger & Co – Thomas
- 2022 – Kwestie van geduld – Bastiaan van der Wal
- 2023 – Happy Single - Frank